# 包籜箭竹蚜
包籜箭竹蚜（学名：Chaitoregma aderuensis）为扁蚜科毛扁蚜屬下的一个种。